# Roxanna Detering
Roxanna Detering (1987) is een Nederlands voormalig korfbalster. Ze speelde haar korfbalcarrière bij Koog Zaandijk. Ze was in seizoen 2009-2010 de vrouwelijke topscoorder in de Korfbal League. Ze werd met KZ 3 keer Nederlands kampioen in de Korfbal League, won 1 maal de Ereklasse veldkorfbal titel en 2 keer de Europacup. Ook speelde zij voor Oranje, waarmee ze goud won op 3 toernooien. Ze stopte in 2012.

## Koog Zaandijk
Detering speelde haar volledige korfbalcarrière bij Koog Zaandijk. Ze begon op achtjarige leeftijd en vanaf 2004 maakte ze deel uit van de selectie van KZ.
Zo maakte zij de promotie mee waarin KZ promoveerde naar de Korfbal League in 2006. Op dat moment kreeg KZ versterking in de selectie van onder andere Tim Bakker en Erik de Vries en deed de club meteen mee voor de prijzen.
In het tweede seizoen van KZ in de Korfbal League won het de finale in Ahoy en was het voor de eerste keer in de clubgeschiedenis Nederlands kampioen.
In seizoen 2009-2010 werd Detering de vrouwelijke topscoorder van de Korfbal League. Uiteindelijke speelde Detering 7 seizoenen in de Korfbal League. In die 7 jaar werd ze 3 keer landskampioen in de zaal, 1 keer op het veld en won ze 2 keer de Europacup.
Ze stopte in 2012 op 26-jarige leeftijd.

## Statistieken
| Naam             | KL seizoenen | Wedstrijden | Goals | Gemiddeld |
| ---------------- | ------------ | ----------- | ----- | --------- |
| Roxanna Detering | 7            | 145         | 440   | 3,0       |

## Erelijst
- Korfbal League kampioen, 3x (2008, 2010, 2012)
- Europacup kampioen, 2x (2009, 2011)
- Ereklasse veldkorfbal kampioen, 1x (2009)

## Oranje
Detering speelde al eerder in het oranje, want ze was speelster van Jong Oranje. Van 2009 t/m 2012 was ze een onderdeel van het Grote Oranje. Zo won ze namens Nederland goud op de volgende toernooien:
- World Games 2009
- EK 2010
- WK 2011

Uiteindelijk speelde Detering 22 officiële interlands.